# Grusza chińska
Grusza chińska, nashi (Pyrus pyrifolia) – gatunek drzewa z rodziny różowatych. Pochodzi z Azji Wschodniej, rośnie w Nowej Zelandii, Australii, Chile oraz na Tajwanie. Drzewo owocowe. Owoce zwane „nashi” jada się najczęściej surowe, cenione zwłaszcza schłodzone. W smaku przypominają owoce gruszy pospolitej, ale są bardziej kwaskowate i orzeźwiające. Miąższ mają chrupiący i nieco ziarnisty, dlatego bywają nazywane „gruszkami piaskowymi”. Owoce wykorzystywane są do produkcji marmolad i sałatek. W uprawie rozpowszechniona jest odmiana 'Chojuro'.